# Vera del Vallès

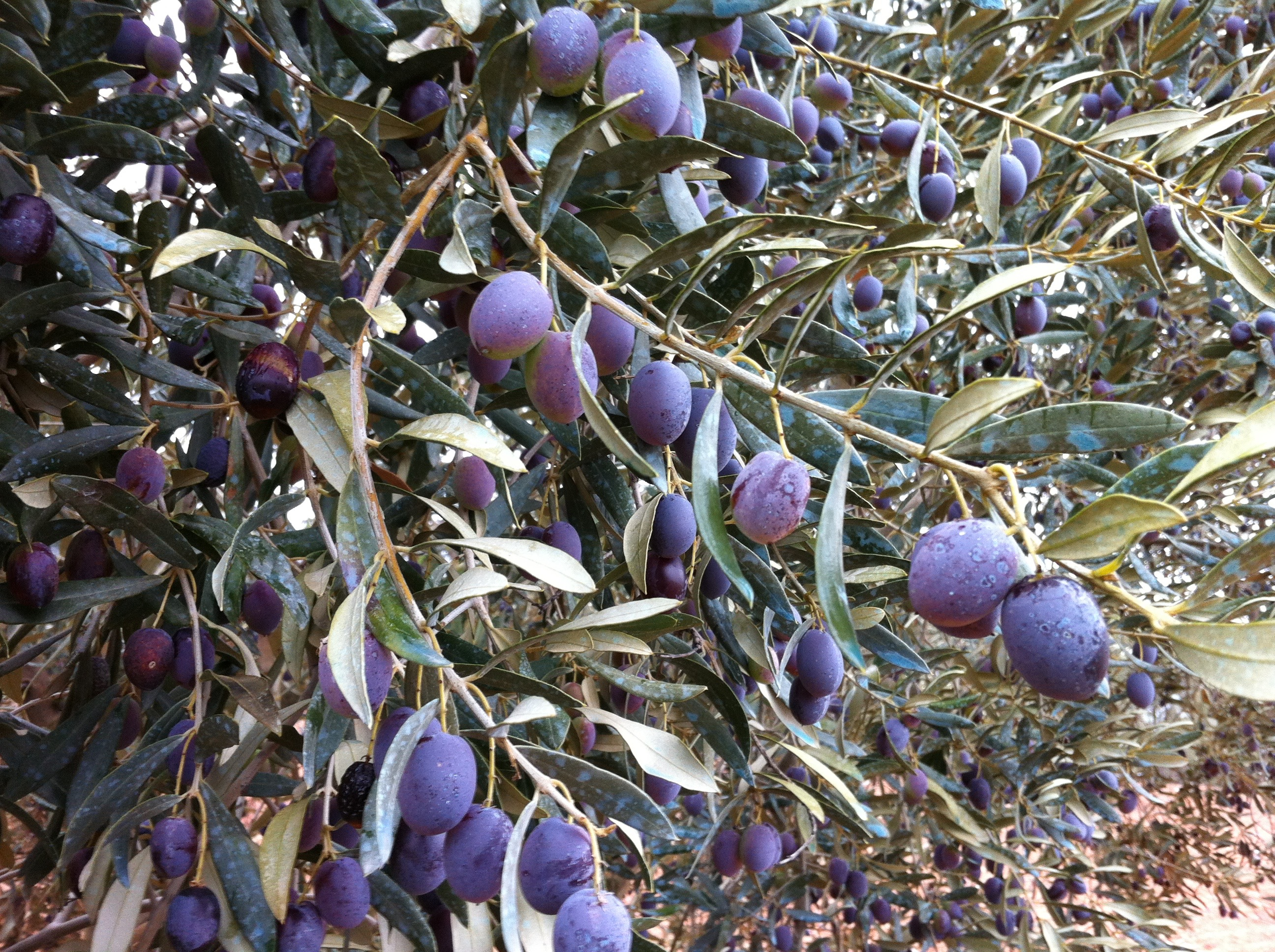
Olives vera del Vallès en procés de maduració. Imatge cedida gentilment per la Cooperativa Agrària del Vallès (Llerona - les Franqueses, Sabadell i Vilanova)

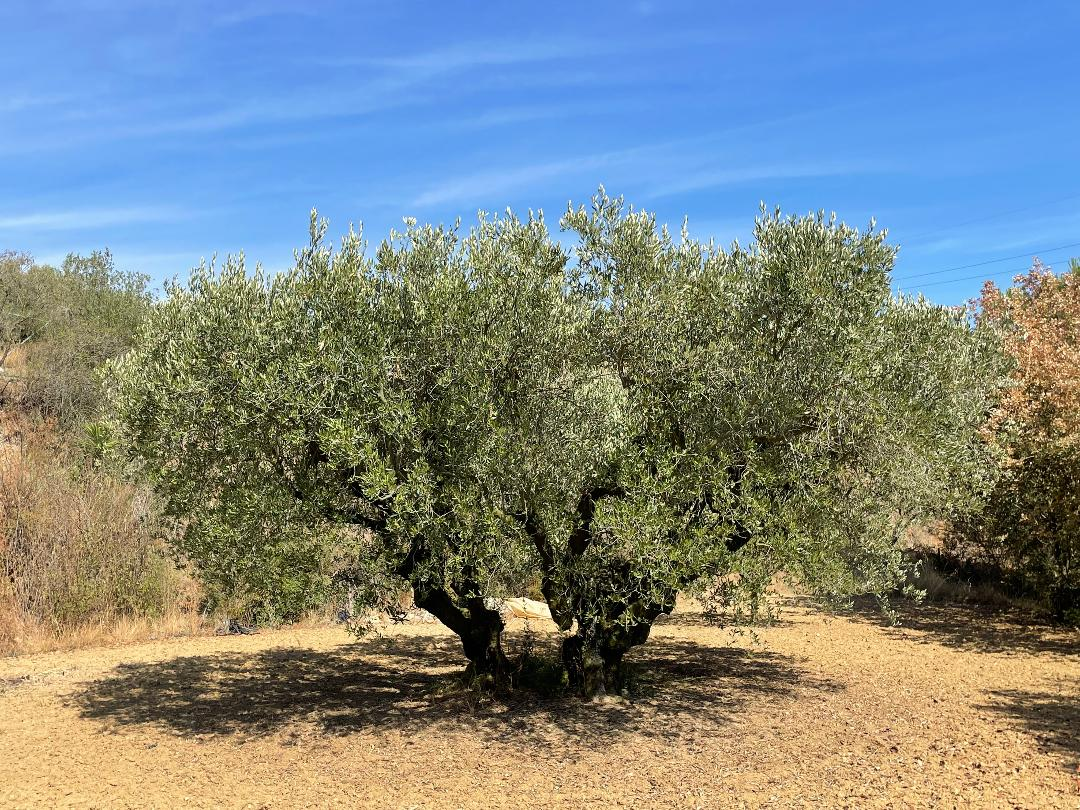
Olivera tipus vera del Vallès, la Sagrera, Sentmenat (Vallès Occidental)

La vera del Vallès és una varietat d'olivera que es troba, majoritàriament i dispersa, al Vallès Oriental i, en menor mesura, a l'Occidental. Depenent de la tradició geogràfica, a aquesta mena d'oliveres i a l'oli que produeixen se'ls anomena també "vera fina", "salar d'Arbúcies", “grossal” o “del país”. El fet és que l'ús del mot "ver" o "vera" és comú per designar una planta que produeix fruit, en oposició al terme "bord". Aquesta dada ens indica que hi hagué un temps en què aquesta raça d'olea europaea era molt nombrosa i antiga a la seva àrea de distribució.
Segons un estudi del Consell Comarcal del Vallès Oriental, que gaudeix del suport de la Diputació de Barcelona i de la Xarxa de Productes de la Terra, avui hi ha gairebé uns 13.000 exemplars d'aquesta espècie distribuïts, aproximadament, en 167 hectàrees. Actualment, la Cooperativa Agrària, SCCL treballa no només per recuperar aquesta varietat autòctona, sinó també per donar-li valor bo i categoritzant-la com a planta certificada. És probable que l'olivera vera del Vallès sigui genèticament germana de l'anomenada vera del Montserratí o que una d'aquestes dues espècies descendeixi de l'altra.

## Distribució
El poble on hi ha més exemplars d'aquesta varietat és la Garriga, però també es cultiva a l'Ametlla del Vallès, Bigues i Riells, Caldes de Montbui, Cànoves i Samalús, les Franqueses i Sant Feliu de Codines –al Vallès Oriental– al mateix temps que també n'hi ha alguna a Castellar del Vallès i a Sabadell. Dels municipis del Vallès Occidental, aquesta varietat és més frequent a Sentmenat. Curiosament, aquesta varietat d'olivera és freqüent també a les poblacions d'Ademús i els Serrans, ambdós al País Valencià.

## Característiques agronòmiques
Les olives produïdes per les oliveres vera són de mida mitjana i de forma ovoïdal, riques en olis i polifenols. El seu oli, de perfil de fruitat verd intens i ric en aromes secundàries, és considerat de qualitat mitjana/alta per al trull. Grosso modo, es pot afirmar que el seu perfil sensorial fa aquest producte apte per al paladar gourmet. Està estudiat que les oliveres vera tenen fruits amb una maduració primerenca, poc arrelament a la terra i baixa regularitat en la producció. Aquesta varietat es pot fer servir com a empelt.